# فوينتي كانتوس
فوينتي كانتوس هي بلدية تقع في مقاطعة سوريا، في منطقة قشتالة وليون، في إسبانيا. يبلغ عدد سكانها 55 نسمة وذلك حسب (المعهد الوطني للإحصاء) سنة 2017، وتبلغ مساحتها 8,82 كم²، وترتفع عن سطح البحر 1,032 متر.

## تطور السكان
في تعداد عام 2010 بلغ عدد سكان البلدية 53 نسمة، منهم 26 رجلا و27 امرأة.